# María Alonso Coronel
María Alonso Coronel (Sevilla, 1267- diciembre 1330), dama castellana hija de Fernando González Coronel y Sancha Vázquez de Acuña y esposa del heroico Alonso Pérez de Guzmán, el Bueno.

## Biografía

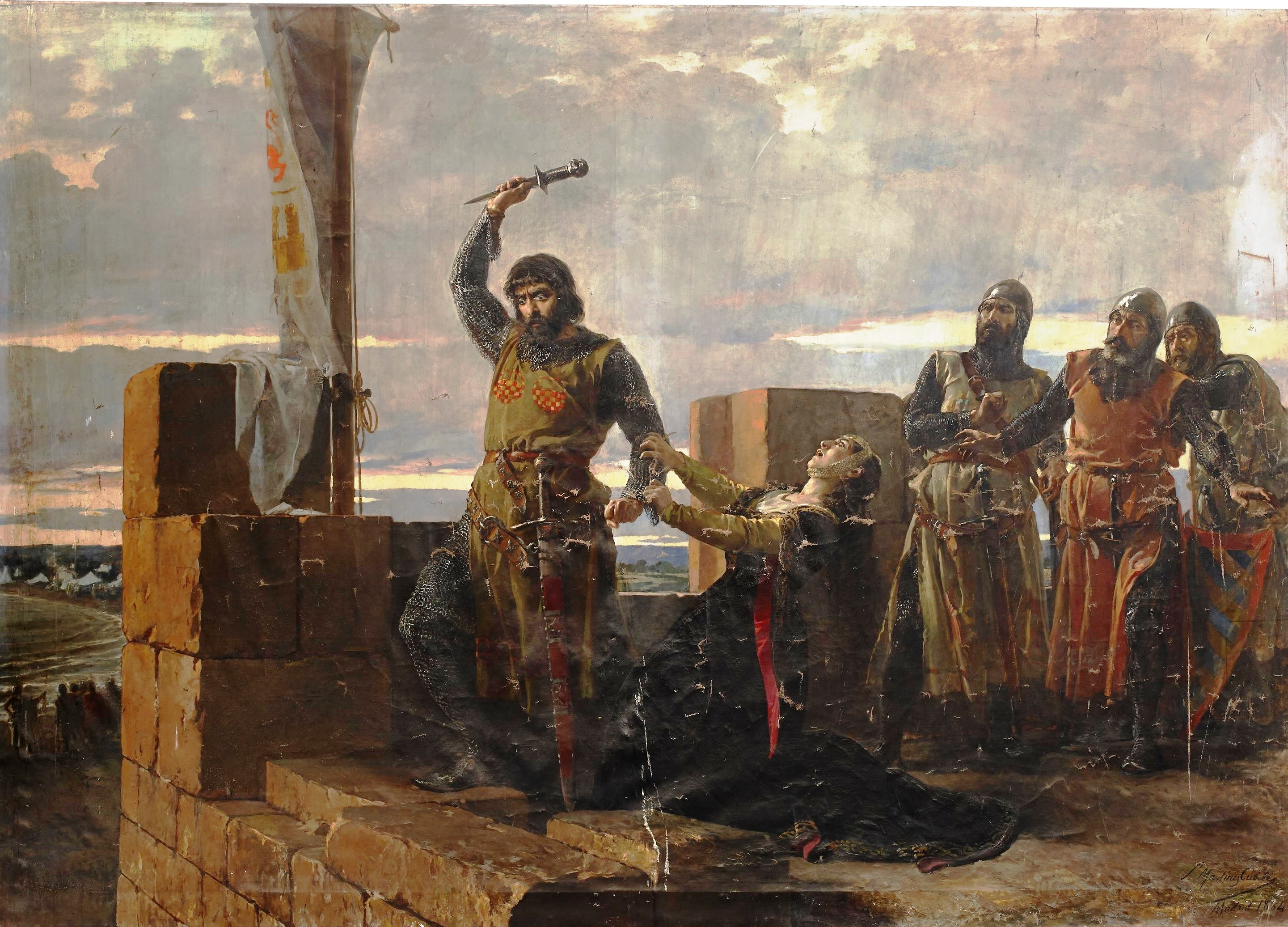
Guzmán el Bueno arrojando su daga en el cerco de Tarifa, del artista Salvador Martínez Cubells.

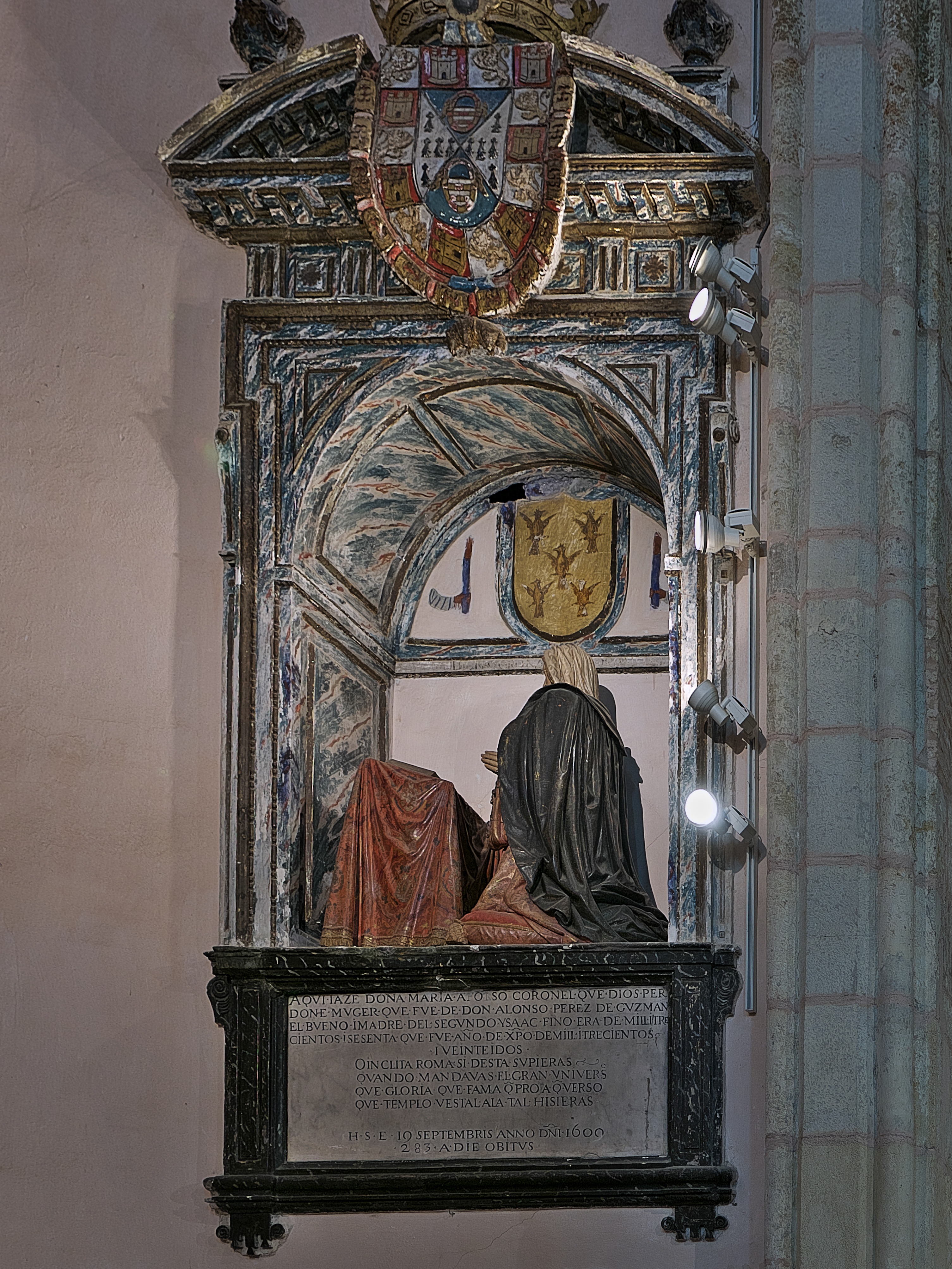
Actual sepulcro de María Alonso Coronel, Juan Martínez Montañés

En 1282, a los quince años, Contrajo matrimonio con Alonso Pérez de Guzmán, III señor de Marchena y I señor de Sanlúcar de Barrameda y fundador de la Casa de Medina Sidonia. María Alonso Coronel era una rica mujer que aportó al matrimonio una importantísima dote, compuesta por casas en la collación (feligresía) de San Miguel en Sevilla, olivares de Torrijos (hoy hacienda en Valencina de la Concepción), olivares de La Robaína (en Pilas), la villa de Bollullos de la Mitación, las aceñas (molinos de harina) que había en el río Guadalete junto a Jerez de la Frontera, el pago de viña de La Ina (hoy barriada rural en Jerez de la Frontera) y el pago de viña de El Barroso (hoy cortijo en Jerez de la Frontera). 
La leyenda le asigna un papel no menos heroico que su marido en la defensa de Tarifa contra los musulmanes, dejando que estos sacrificaran a su propio hijo, por lo cual pasó como protagonista a algunas obras teatrales, por ejemplo a un melólogo de Joaquín Barón Domingo impreso en 1792. Los sepulcros de María Alonso Coronel y de Guzmán el Bueno, realizados por Juan Martínez Montañés, se encuentran en la iglesia del Monasterio de San Isidoro del Campo en Santiponce, bajo este epitafio: "Aquí yaze María Alonso Coronel, que Dios perdone. Muger que fue de Don Alonso Pérez de Guzmán, el Bueno, que finó era de MCCCLXX años".

## Nupcias y descendencia
Fruto de su matrimonio con Alonso Pérez de Guzmán, III señor de Marchena y I señor de Sanlúcar de Barrameda, nacieron los siguientes hijos: 
- Juan Alonso Pérez de Guzmán (m. 1351), II señor de Sanlúcar de Barrameda. Contrajo matrimonio por primera vez con Beatriz Ponce de León, bisnieta del rey Alfonso IX de León e hija de Fernán Pérez Ponce de León, adelantado mayor de la frontera de Andalucía, y de su esposa Urraca Gutiérrez de Meneses. Posteriormente contrajo un segundo matrimonio con Urraca Osorio.
- Pedro Alonso Pérez de Guzmán (m. 1294). Fue asesinado ante los muros de la ciudad de Tarifa en 1294, a fin de conseguir que su padre, Alonso Pérez de Guzmán, rindiese la fortaleza, que se hallaba sitiada por los musulmanes.
- Leonor Alfonso de Guzmán (m. después de 1341), contrajo matrimonio con Luis de la Cerda, bisnieto de Alfonso X el Sabio, rey de Castilla y de León.
- Isabel de Guzmán, señora de Rota y de Chipiona. Contrajo matrimonio con Fernando Ponce de León, IV señor de Marchena, e hijo de Fernán Pérez Ponce de León y de Urraca Gutiérrez de Meneses.